# توماس کامینسکی
توماس کامینسکی (انگلیسی: Thomas Kaminski؛ زادهٔ ۲۳ اکتبر ۱۹۹۲) بازیکن فوتبال اهل بلژیک است.
از باشگاه‌هایی که در آن بازی کرده‌است می‌توان به باشگاه فوتبال کپنهاگن، باشگاه فوتبال کورتریک، باشگاه فوتبال بلکبرن روورز، باشگاه فوتبال اندرلشت، باشگاه ورزشی بیرشات، باشگاه فوتبال اود-هورلی لوون، باشگاه فوتبال خنت، و باشگاه فوتبال آنورتوسیس فاماگوستا اشاره کرد.
وی همچنین در تیم‌های ملی فوتبال زیر ۱۷ سال بلژیک، زیر ۱۹ سال بلژیک و زیر ۲۱ سال بلژیک بازی کرده‌است.